# ヒオリテス

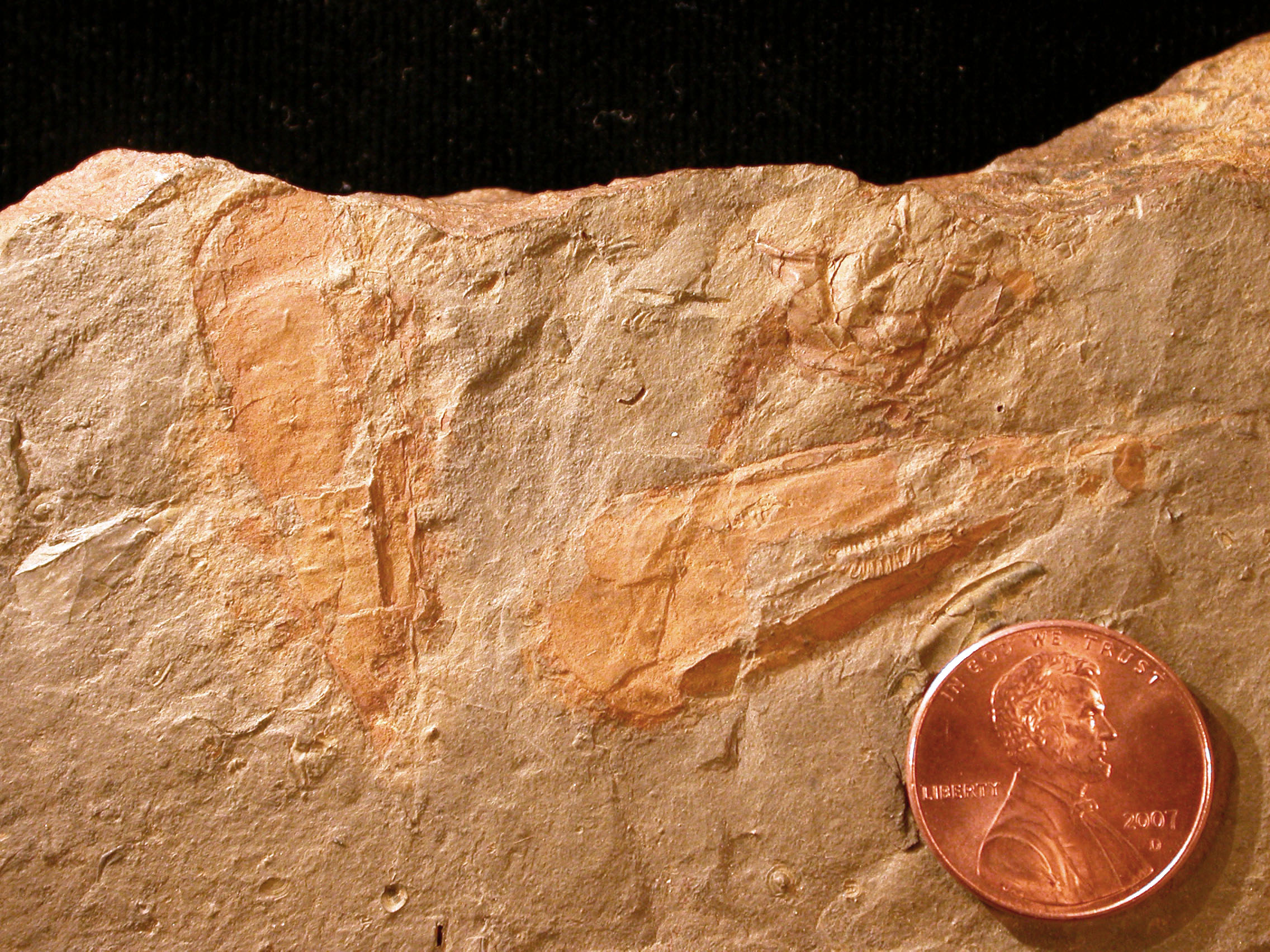
アイダホ州で見つかったカンブリア紀中期のHyolithes cerops

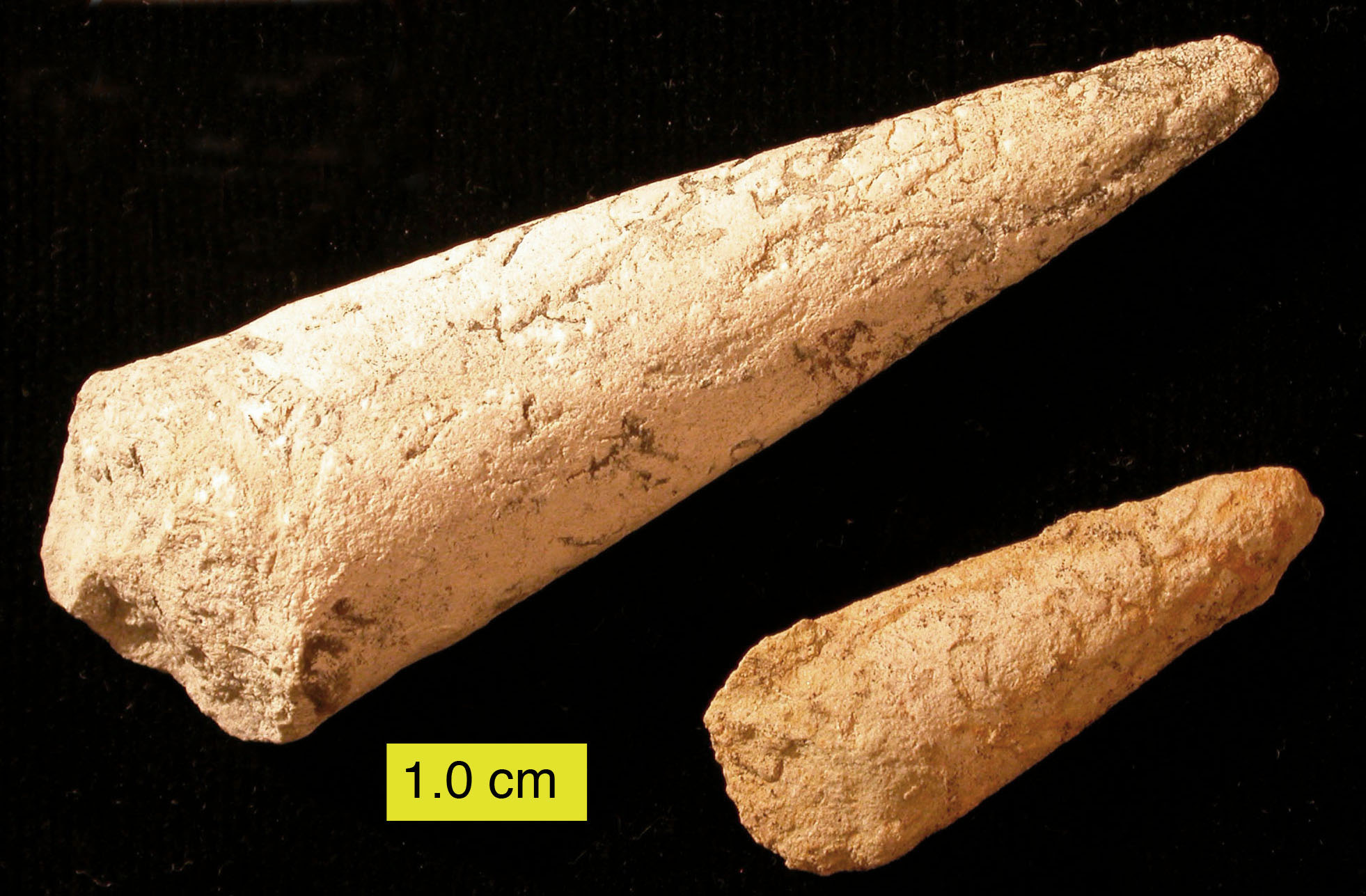
エストニア北部で見つかったオルドビス紀中期の化石。中身の化石である。

ヒオリテス（hyolith、学名: Hyolitha）は、古生代にかけて生息した化石冠輪動物の分類群の一つ。円錐形の殻の先頭に蓋と触手状の口器をもつ。分類学上は一般にヒオリテス綱とされるが、ヒオリテス門として扱われることもある。

## 形態

### 殻
体の大部分はカルシウム質で円錐形の殻（外骨格）に覆われ、そのほとんどは長さ1-4cmで楕円または三角形の断面をもつ。その正面には、上縁が蝶番のように繋がった1枚の蓋（operculum）をもつ。一部の種類は、その開口部からヘレンズ（helens）と呼ばれる2本のヒゲ状の附属体が両側へ張り出している。

### 軟組織と内部構造
円錐形の殻と蓋の内側から多くの筋組織の付着面が確認されており、蓋の開閉動作を操作できたと考えられる。口は吻の前端にあり、その両側は数本の触手をもった1対の触手冠と思われる口器がある。消化管は殻の中でUターンして折り返し、終端の肛門は口と同様に開口側に向かっていた。

## 分類
ヒオリテスはすでに絶滅しており、一見で現存する動物門のどれにも似ていない。冠輪動物であることは広く認められるが、それ以降の系統位置は諸説に分かれている。軟組織が発見される2010年代以前では、ヒオリテスは軟体動物門の1綱・系統位置が不明確な独立な動物門・（腸管が螺旋状になっていることから）星口動物に近い、などと考えられてきた 。
2010後期以降では、腕足動物に近い触手冠動物である説が浮かび上がる。Moysiuk et al. 2017 では、今まで不明であった軟組織の構造まで保存される化石を解析した結果、内蔵や摂食器官の構造が触手冠動物のもの（U字状の消化管・触手冠）に似ていると判明した。更に Sun et al. 2018 では、腕足動物のような肉茎を持つとされる種が見つかり、ヒオリテスは基盤的な腕足動物であることが示唆される。ただしこれらの見解は Liu et al. 2019 により疑問を掛けられ、代わりに基盤的な冠輪動物であるという可能性が指摘される。Li et al. 2020 では、殻の顕微構造を基に再び軟体動物としての親和性が指摘されている。